# Pierre Gasly
Pierre Jean-Jacques Gasly (Rouen, 7 februari 1996) is een Frans autocoureur die voor Alpine uitkomt in de Formule 1. Vanaf 2014 is hij lid van het Red Bull Junior Team, het opleidingsprogramma van het Formule 1-team Red Bull Racing. In 2016 werd hij kampioen in de GP2 Series. In 2017 maakte hij zijn Formule 1-debuut bij het team van Toro Rosso tijdens de Grand Prix van Maleisië als vervanger van Daniil Kvjat. In 2019 reed hij naast Max Verstappen bij Red Bull Racing. Voorafgaand aan de Grand Prix van België van dat jaar werd Gasly vervangen door Alexander Albon bij Red Bull Racing. Gasly nam de plaats van Albon bij Toro Rosso in. Tijdens de Grand Prix van Italië 2020 won hij zijn eerste Grand Prix.

## Carrière
In 2006 begon Gasly op tienjarige leeftijd in het karting. Hij eindigde als vijftiende in het Franse Minime-kampioenschap, waar hij in 2007 als zesde eindigde. In 2008 stapte hij over naar het Franse Cadet-kampioenschap, waar hij als vierde eindigde. In 2009 stapte hij over naar het internationale karting. Hij reed hier in de KF3-categorie, waar hij tot 2010 bleef, toen hij in het CIK-FIA Europese kampioenschap als tweede eindigde achter Alexander Albon.
In 2011 stapte Gasly over naar het formuleracing, waar hij deelneemt aan het Franse Formule 4-kampioenschap. Hij eindigde als derde achter zijn toekomstige Eurocup-rivalen Matthieu Vaxivière en Andrea Pizzitola met zeven podiumplaatsen, inclusief overwinningen op Spa-Francorchamps, het Circuit d'Albi en het Circuit Paul Ricard.

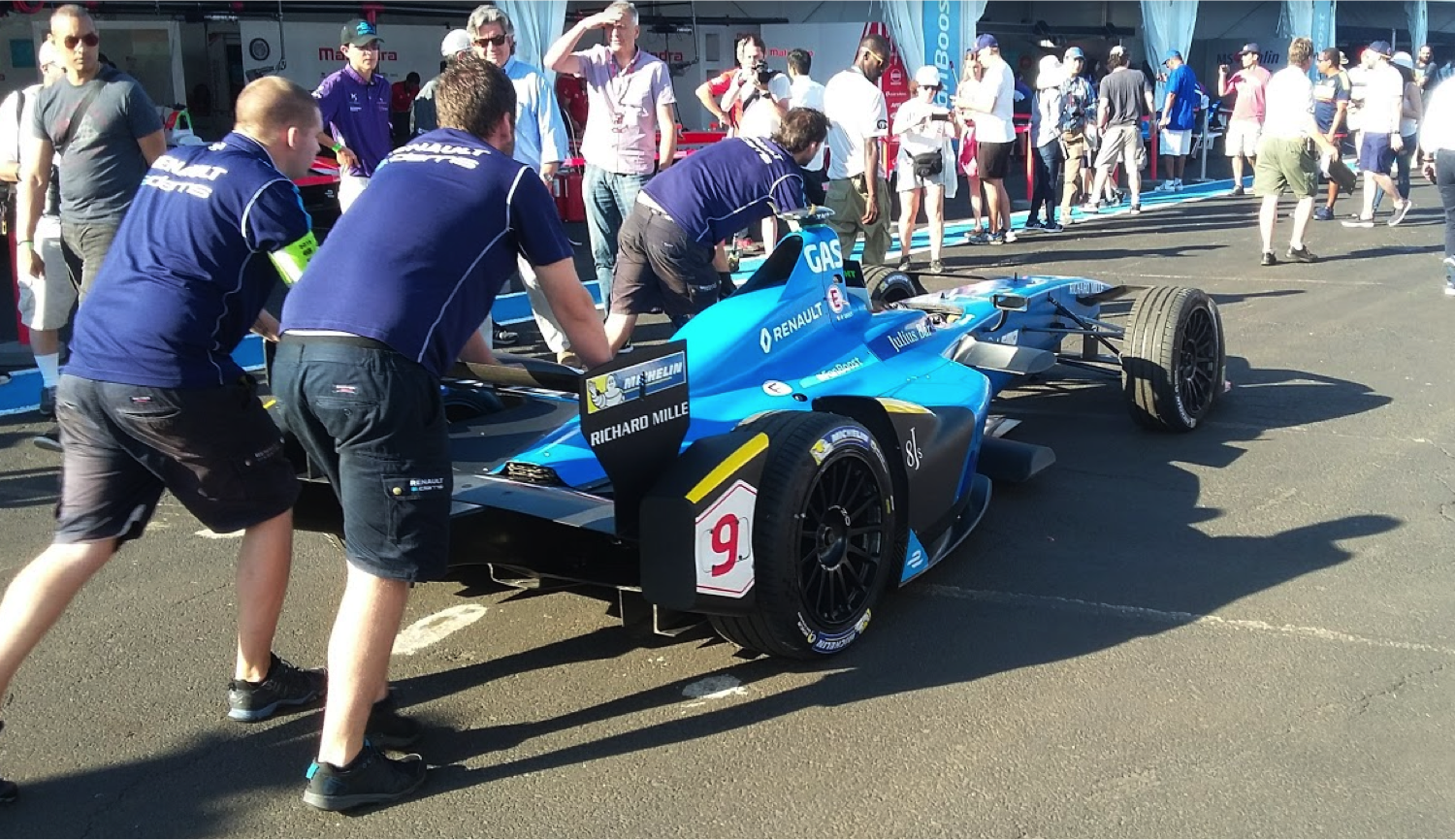
De auto van Pierre Gasly vlak voor de ePrix van New York 2017

In 2012 stapte Gasly over naar de Eurocup Formule Renault 2.0 voor het team R-Ace GP. Hij eindigde hier als tiende in het kampioenschap met twee podiumplaatsen op Spa-Francorchamps en de Nürburgring. Ook nam hij deel aan zeven races in de Formule Renault 2.0 NEC voor hetzelfde team, waarin hij één podiumplaats behaalde op de Nürburgring.
In 2013 bleef Gasly in de Eurocup rijden, maar stapte hij over naar het team Tech 1 Racing. Hij behaalde vijf podiumplaatsen, inclusief overwinningen op de Moscow Raceway, de Hungaroring en het Circuit Paul Ricard. Bij het ingaan van het laatste raceweekend op het Circuit de Barcelona-Catalunya had hij elf punten voorsprong op Oliver Rowland. Uiteindelijk behaalde hij de titel met een derde en een zesde plaats; het laatste resultaat kwam na een botsing met Rowland, die daarvoor een drive-through penalty kreeg.
In 2014 stapte Gasly over naar de Formule Renault 3.5 Series, waar hij voor het team Arden Motorsport ging rijden. Ook werd hij lid van het Red Bull Junior Team, samen met Carlos Sainz jr. en Alex Lynn. In dit kampioenschap eindigde hij achter Sainz als tweede zonder overwinningen, maar met acht podiumplaatsen. Tevens stapte hij voor de laatste drie raceweekenden in bij het team EQ8 Caterham Racing in de GP2 Series, waarin hij niet wist te scoren.
In 2015 stapte Gasly fulltime over naar de GP2 Series, waar hij samen met Alex Lynn, inmiddels geen Red Bull-junior meer, voor DAMS uitkwam. Ondanks dat hij drie pole positions behaalde, wist hij geen enkele overwinning te boeken. Wel stond hij op het Circuit de Barcelona-Catalunya, Silverstone, de Hungaroring en het Sochi Autodrom op het podium, waardoor hij als achtste in het kampioenschap eindigde met 110 punten.
In 2016 stapte Gasly binnen de GP2 over naar het nieuwe team Prema Racing. Na een moeilijke start van het seizoen wist hij op Silverstone voor het eerst sinds 2013 een overwinning te boeken. Met daaropvolgende overwinningen op de Hungaroring, Spa-Francorchamps en het Yas Marina Circuit werd hij kampioen met 219 punten, acht meer dan zijn teamgenoot Antonio Giovinazzi.

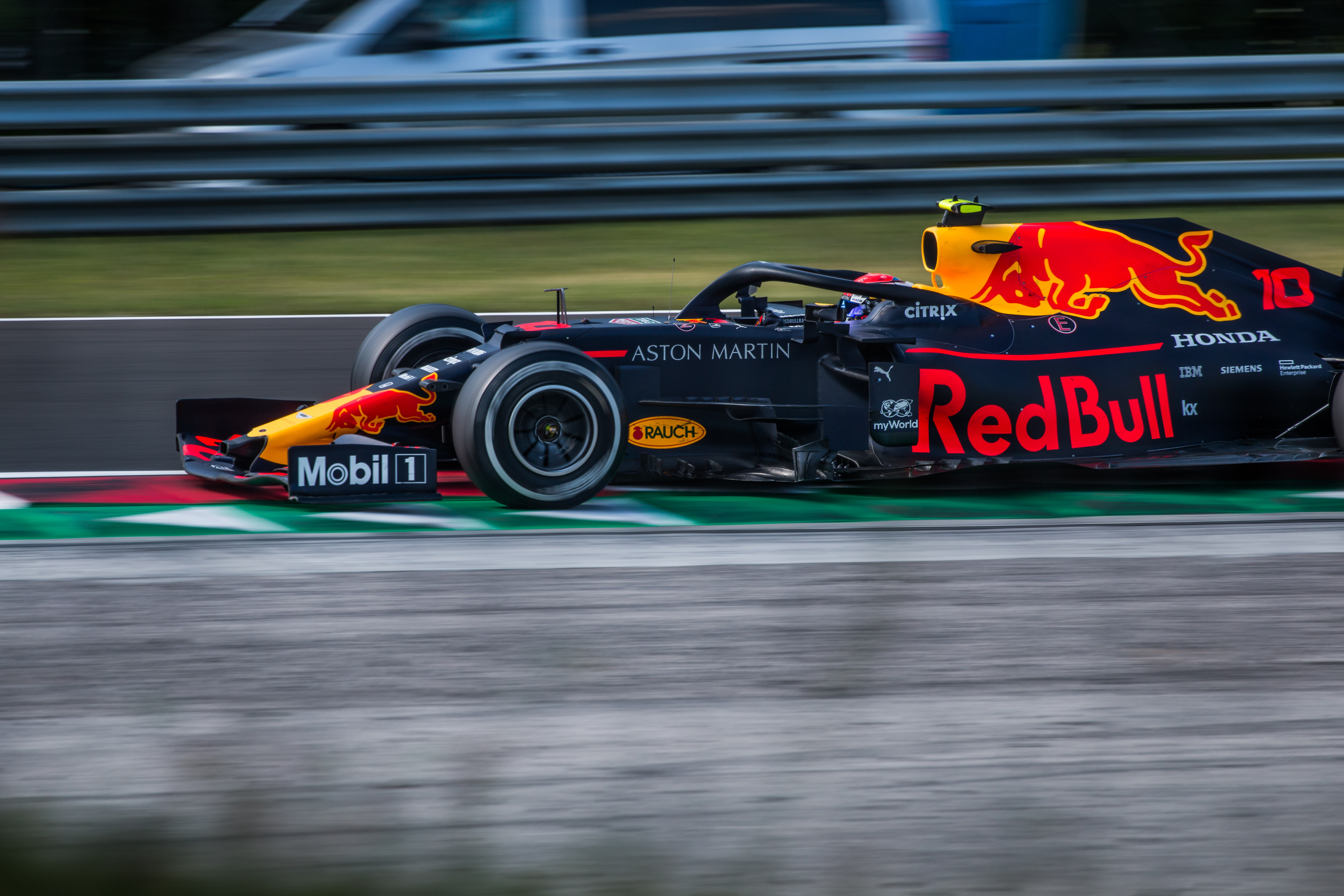
Pierre Gasly tijdens de GP van Hongarije 2019

In 2017 maakte Gasly de overstap naar de Super Formula, aangezien er in de Formule 1 geen plaats voor hem was. Hij kwam hier uit voor het Team Mugen. Hij won twee races op de Twin Ring Motegi en Autopolis en was in de strijd om het kampioenschap voorafgaand aan het laatste raceweekend op de Suzuka International Racing Course, maar deze werd uiteindelijk afgelast vanwege een naderende tyfoon en Gasly eindigde achter Hiroaki Ishiura op de tweede plaats in het klassement. Daarnaast debuteerde hij dat jaar in de Formule E bij het team Renault e.Dams als vervanger van Sébastien Buemi, die op dat moment verplichtingen had in het FIA World Endurance Championship, tijdens de ePrix van New York op het Brooklyn Street Circuit. Voorafgaand aan de Grand Prix van Maleisië werd bekend dat Gasly zijn Formule 1-debuut zou maken bij het team van Toro Rosso om in de "komende races" Daniil Kvjat te vervangen. Uiteindelijk maakte hij het seizoen af, waarbij een twaalfde plaats tijdens de Grand Prix van Brazilië zijn beste resultaat was.
In 2018 bleef Gasly rijden bij Toro Rosso, samen met Brendon Hartley, die eveneens aan het eind van 2017 instapte als vervanger van de naar Renault vertrokken Carlos Sainz jr. Tijdens de tweede Grand Prix in Bahrein behaalde hij zijn eerste punten met een vierde plaats, wat tevens de hoogste klassering betekende voor motorleverancier Honda sinds de terugkeer van de Japanners in de Formule 1 in 2015. Ook in Monaco en Hongarije reed hij sterke races waarbij hij in de top 7 finishte.
In 2019 maakt Gasly de overstap naar het zusterteam Red Bull Racing als vervanger van de naar Renault overgestapte Daniel Ricciardo. Hij wordt hier teamgenoot van Max Verstappen. Gasly had in de eerste seizoenshelft veel moeite om goede resultaten te halen. Zijn beste klassering was een vierde plaats tijdens de Grand Prix van Groot-Brittannië, terwijl teamgenoot Verstappen voor de zomerstop twee races won. Op 11 augustus 2019 werd Gasly vervangen door Alexander Albon bij Red Bull Racing. Gasly nam de vrijgekomen plaats van Albon bij Toro Rosso in.
Sinds het seizoen 2020 is Toro Rosso, vanwege promotionele redenen, "Scuderia AlphaTauri" gaan heten. Tijdens de Grand Prix van Italië in september 2020 behaalde Gasly na een race met onder andere een safety car en een rode vlag na een zware crash van Charles Leclerc zijn eerste overwinning in de Formule 1.

## Carrière-overzicht

### Karting
| Jaar | Evenement                     | Klasse     | Resultaat |
| ---- | ----------------------------- | ---------- | --------- |
| 2006 | Frans Kampioenschap           | Minime     | 15        |
| 2007 | Frans Kampioenschap           | Minime     | 5         |
| 2008 | Frans Kampioenschap           | Cadet      | 4         |
| 2009 | Frans Kampioenschap           | KF3        | 3         |
| 2009 | Grand Prix Open Karting       | KF3        | 3         |
| 2009 | SKUSA SuperNationals          | TaG Junior | 3         |
| 2009 | Monaco Kart Cup               | KF3        | 16        |
| 2009 | CIK-FIA World Cup             | KF3        | 3         |
| 2009 | CIK-FIA European Championship | KF3        | 23        |
| 2009 | South Garda Winter Cup        | KF3        | DNF       |
| 2010 | Monaco Kart Cup               | KF3        | 3         |
| 2010 | CIK-FIA World Cup             | KF3        | 4         |
| 2010 | CIK-FIA European Championship | KF3        | 2         |
| 2010 | South Garda Winter Cup        | KF3        | 10        |

### Frans Formule 4-resultaten
| Jaar | Inschrijving      | 1         | 2         | 3        | 4        | 5        | 6         | 7       | 8       | 9       | 10      | 11      | 12      | 13      | 14       | Pos. | Punten |
| ---- | ----------------- | --------- | --------- | -------- | -------- | -------- | --------- | ------- | ------- | ------- | ------- | ------- | ------- | ------- | -------- | ---- | ------ |
| 2011 | Autosport Academy | LÉD 1 Ret | LÉD 2 Ret | NOG 1 10 | NOG 2 10 | PAU 1 3S | PAU 2 Ret | VDV 1 6 | VDV 2 9 | SPA 1 2 | SPA 2 1 | ALB 1 3 | ALB 2 1 | LEC 1 P | LEC 2 1P | 3    | 104    |

### Formule Renault
| Seizoen | Series                         | Team             | Races | Wins | Pole positie | Snelste Ronden | Podiums | Punten | Positie |
| ------- | ------------------------------ | ---------------- | ----- | ---- | ------------ | -------------- | ------- | ------ | ------- |
| 2012    | Eurocup Formula Renault 2.0    | R-ace GP         | 14    | 0    | 1            | 0              | 2       | 32     | 49      |
| 2012    | Formula Renault 2.0 NEC        | R-ace GP         | 7     | 0    | 0            | 0              | 1       | 78     | 23      |
| 2013    | Eurocup Formula Renault 2.0    | Tech 1 Racing    | 14    | 3    | 4            | 2              | 8       | 195    | 1       |
| 2013    | Formula Renault 2.0 Alps       | Tech 1 Racing    | 6     | 0    | 0            | 0              | 3       | 72     | 6       |
| 2013    | Pau Formula Renault 2.0 Trophy | Tech 1 Racing    | 1     | 0    | 0            | 0              | 0       | N/A    | 7       |
| 2014    | Formula Renault 3.5 Series     | Arden Motorsport | 17    | 0    | 1            | 3              | 8       | 192    | 2       |

#### Eurocup Formula Renault 2.0-resultaten
| Jaar | Inschrijving  | 1         | 2       | 3        | 4        | 5        | 6         | 7        | 8       | 9        | 10       | 11        | 12        | 13       | 14       | Pos. | Punten |
| ---- | ------------- | --------- | ------- | -------- | -------- | -------- | --------- | -------- | ------- | -------- | -------- | --------- | --------- | -------- | -------- | ---- | ------ |
| 2012 | R-ace GP      | ALC 1 Ret | ALC 2 7 | SPA 1 3P | SPA 2 25 | NÜR 1 32 | NÜR 2 3   | MSC 1 14 | MSC 2 8 | HUN 1 11 | HUN 2 11 | LEC 1 Ret | LEC 2 Ret | CAT 1 10 | CAT 2 6  | 10   | 49     |
| 2013 | Tech 1 Racing | ALC 1 3   | ALC 2 9 | SPA 1 2  | SPA 2 S  | MSC 1 P  | MSC 2 Ret | RBR 1 7  | RBR 2 S | HUN 1 P  | HUN 2 5  | LEC 1 P   | LEC 2 5   | CAT 1 3  | CAT 2 6P | 1    | 195    |

#### Formula Renault 2.0 NEC-resultaten
| Jaar | Inschrijving | 1         | 2        | 3        | 4       | 5       | 6     | 7     | 8     | 9     | 10    | 11      | 12      | 13    | 14    | 15    | 16    | 17    | 18    | 19    | 20    | Pos. | Punten |
| ---- | ------------ | --------- | -------- | -------- | ------- | ------- | ----- | ----- | ----- | ----- | ----- | ------- | ------- | ----- | ----- | ----- | ----- | ----- | ----- | ----- | ----- | ---- | ------ |
| 2012 | R-ace GP     | HOC 1 Ret | HOC 2 13 | HOC 3 17 | NÜR 1 3 | NÜR 2 6 | OSC 1 | OSC 2 | OSC 3 | ASS 1 | ASS 2 | RBR 1 6 | RBR 2 5 | MST 1 | MST 2 | MST 3 | ZAN 1 | ZAN 2 | ZAN 3 | SPA 1 | SPA 2 | 23   | 78     |

#### Formula Renault 2.0 Alps-resulaten
| Jaar | Inschrijving  | 1       | 2       | 3       | 4       | 5     | 6     | 7     | 8     | 9     | 10    | 11       | 12      | 13    | 14    | Pos. | Punten |
| ---- | ------------- | ------- | ------- | ------- | ------- | ----- | ----- | ----- | ----- | ----- | ----- | -------- | ------- | ----- | ----- | ---- | ------ |
| 2013 | Tech 1 Racing | VAL 1 3 | VAL 2 4 | IMO 1 2 | IMO 2 4 | SPA 1 | SPA 2 | MNZ 1 | MNZ 2 | MIS 1 | MIS 2 | MUG 1 11 | MUG 2 3 | IMO 3 | IMO 4 | 6    | 72     |

#### Pau Formula Renault 2.0 Trophy-resultaten
| Jaar | Inschrijving  | Kwalificatierace | Hoofdrace |
| ---- | ------------- | ---------------- | --------- |
| 2013 | Tech 1 Racing | 1                | 7S        |

#### Formula Renault 3.5 Series-resultaten
| Jaar | Inschrijving     | 1       | 2       | 3       | 4     | 5       | 6       | 7       | 8        | 9     | 10       | 11      | 12       | 13       | 14       | 15      | 16      | 17      | Pos. | Punten |
| ---- | ---------------- | ------- | ------- | ------- | ----- | ------- | ------- | ------- | -------- | ----- | -------- | ------- | -------- | -------- | -------- | ------- | ------- | ------- | ---- | ------ |
| 2014 | Arden Motorsport | MNZ 1 3 | MNZ 2 5 | ALC 1 9 | ALC 2 | MON 1 7 | SPA 1 2 | SPA 2 4 | MSC 1 18 | MSC 2 | NÜR 1 20 | NÜR 2 8 | HUN 1 2S | HUN 2 3S | LEC 1 2S | LEC 2 P | JER 1 6 | JER 2 4 | 2    | 192    |

### GP2 Series-resultaten
| Jaar | Inschrijving    | Chassis        | 1           | 2          | 3          | 4          | 5           | 6          | 7           | 8         | 9         | 10        | 11         | 12         | 13          | 14          | 15           | 16         | 17         | 18          | 19          | 20         | 21         | 22         | POS | Punten |
| ---- | --------------- | -------------- | ----------- | ---------- | ---------- | ---------- | ----------- | ---------- | ----------- | --------- | --------- | --------- | ---------- | ---------- | ----------- | ----------- | ------------ | ---------- | ---------- | ----------- | ----------- | ---------- | ---------- | ---------- | --- | ------ |
| 2014 | Caterham Racing | Dallara GP2/11 | BHR FEA     | BHR SPR    | CAT FEA    | CAT SPR    | MON FEA     | MON SPR    | RBR FEA     | RBR SPR   | SIL FEA   | SIL SPR   | HOC FEA    | HOC SPR    | HUN FEA     | HUN SPR     | SPA FEA      | SPA SPR    | MNZ FEA 17 | MNZ SPR Ret | SOC FEA 11  | SOC SPR 11 | YMC FEA 21 | YMC SPR 18 | 29  | 0      |
| 2015 | DAMS            | Dallara GP2/11 | BHR FEA Ret | BHR SPR 22 | CAT FEA 7  | CAT SPR 3  | MON FEA 14  | MON SPR 10 | RBR FEA 13  | RBR SPR 6 | SIL FEA 4 | SIL SPR 3 | HUN FEA 2  | HUN SPR 8  | SPA FEA 19  | SPA SPR Ret | MNZ FEA RetP | MNZ SPR 12 | SOC FEA 2  | SOC SPR 5S  | BHR FEA 6P  | BHR SPR 7  | YMC FEA 5S | YMC SPR C  | 8   | 110    |
| 2016 | Prema Racing    | Dallara GP2/11 | CAT FEA 3P  | CAT SPR 2S | MON FEA 15 | MON SPR 13 | BAK FEA Ret | BAK SPR 2  | RBR FEA Ret | RBR SPR 7 | SIL FEA 1 | SIL SPR 7 | HUN FEA 1P | HUN SPR 7S | HOC FEA DSQ | HOC SPR 6S  | SPA FEA 1    | SPA SPR 4  | MNZ FEA 4P | MNZ SPR 2   | SEP FEA 11P | SEP SPR 3S | YMC FEA 1P | YMC SPR 9  | 1   | 219    |

### Formula E-resultaten
| Jaar    | Inschrijving   | Motor          | 1   | 2   | 3   | 4   | 5   | 6   | 7   | 8   | 9     | 10    | 11  | 12  | Pos. | Punten |
| ------- | -------------- | -------------- | --- | --- | --- | --- | --- | --- | --- | --- | ----- | ----- | --- | --- | ---- | ------ |
| 2016-17 | Renault e.Dams | Renault Z.E 16 | HKG | MRK | BUE | MEX | MON | PAR | BER | BER | NYC 7 | NYC 4 | MTL | MTL | 16   | 18     |

### Super Formula-resultaten
| Jaar | Inschrijving | 1      | 2      | 3     | 4     | 5     | 6     | 7     | 8     | 9     | POS | Punten |
| ---- | ------------ | ------ | ------ | ----- | ----- | ----- | ----- | ----- | ----- | ----- | --- | ------ |
| 2017 | Team Mugen   | SUZ 10 | OKA 19 | OKA 7 | FUJ 5 | MOT 1 | AUT 1 | SUG 2 | SUZ C | SUZ C | 2   | 33     |

## Formule 1-carrière

### Teams
| Jaar/Jaren   | Team                          |
| ------------ | ----------------------------- |
| 2017 – 2018  | Toro Rosso                    |
| 2019         | Red Bull Racing en Toro Rosso |
| 2020 – 2022  | AlphaTauri                    |
| 2023 – heden | Alpine F1 Team                |

### Statistiek
Onderstaande tabel is bijgewerkt tot en met de Grand Prix van Hongarije 2025.
|                           | 2017 | 2018 | 2019 | 2020 | 2021 | 2022 | 2023 | 2024 | 2025 * | Totaal           |
| ------------------------- | ---- | ---- | ---- | ---- | ---- | ---- | ---- | ---- | ------ | ---------------- |
| Aantal ingeschreven races | 5    | 21   | 21   | 17   | 22   | 22   | 22   | 24   | 13 *   | 167 (166 starts) |
| Aantal zeges              | 0    | 0    | 0    | 1    | 0    | 0    | 0    | 0    | 0 *    | 1                |
| Aantal pole-positions     | 0    | 0    | 0    | 0    | 0    | 0    | 0    | 0    | 0 *    | 0                |
| Aantal snelste rondes     | 0    | 0    | 2    | 0    | 1    | 0    | 0    | 0    | 0 *    | 3                |
| Aantal podiumplaatsen     | 0    | 0    | 1    | 1    | 1    | 0    | 1    | 1    | 0 *    | 5                |
| Aantal WK-punten          | 0    | 29   | 95   | 75   | 110  | 23   | 62   | 42   | 20 *   | 456              |
| Eindstand WK              | 21   | 15   | 7    | 10   | 9    | 14   | 11   | 10   | 12 *   |                  |

* Seizoen loopt nog.

### Formule 1-resultaten
| Kleur  | Resultaat                       |
| ------ | ------------------------------- |
| Goud   | Winnaar                         |
| Zilver | Tweede plaats                   |
| Brons  | Derde plaats                    |
| Groen  | Gefinisht (punten behaald)      |
| Blauw  | Gefinisht (geen punten behaald) |
| Blauw  | Niet geklasseerd (NC)           |
| Paars  | Uitgevallen (DNF)               |
| Rood   | Niet gekwalificeerd (DNQ)       |

| Kleur   | Resultaat                              |
| ------- | -------------------------------------- |
| Zwart   | Gediskwalificeerd (DSQ)                |
| Wit     | Niet gestart (DNS)                     |
| Blanco  | Gewond (INJ)                           |
| Blanco  | Uitgesloten (EX)                       |
| Blanco  | Teruggetrokken (WD) / Niet deelgenomen |
| 1, 2, 3 | Sprint positie (punten behaald)        |
| P       | Poleposition                           |
| S       | Snelste ronde                          |

| Jaar  | Inschrijving | Chassis          | Motor               | 1       | 2       | 3       | 4       | 5       | 6       | 7      | 8       | 9       | 10      | 11      | 12      | 13      | 14      | 15     | 16      | 17      | 18     | 19      | 20     | 21      | 22      | 23    | 24    | Pos. | Punten |
| ----- | ------------ | ---------------- | ------------------- | ------- | ------- | ------- | ------- | ------- | ------- | ------ | ------- | ------- | ------- | ------- | ------- | ------- | ------- | ------ | ------- | ------- | ------ | ------- | ------ | ------- | ------- | ----- | ----- | ---- | ------ |
| 2017  | Toro Rosso   | Toro Rosso STR12 | Renault R.E.17 V6   | AUS 0   | CHN 0   | BHR 0   | RUS 0   | SPA 0   | MON 0   | CAN 0  | AZE 0   | OOS 0   | GBR 0   | HON 0   | BEL 0   | ITA 0   | SIN 0   | MAL 14 | JPN 13  | VST 0   | MEX 13 | BRA 12  | ABU 16 |         |         |       |       | 21   | 0      |
| 2018  | Toro Rosso   | Toro Rosso STR13 | Honda RA618H V6     | AUS DNF | BHR 4   | CHN 18  | AZE 12  | SPA DNF | MON 7   | CAN 11 | FRA DNF | OOS 11  | GBR 13  | DUI 14  | HON 6   | BEL 9   | ITA 14  | SIN 13 | RUS DNF | JPN 11  | VST 12 | MEX 10  | BRA 13 | ABU DNF |         |       |       | 15   | 29     |
| 2019  | Red Bull     | Red Bull RB15    | Honda RA619H V6     | AUS 11  | BHR 8   | CHN 6S  | AZE DNF | SPA 6   | MON 5S  | CAN 8  | FRA 10  | OOS 7   | GBR 4   | DUI 14† | HON 6   |         |         |        |         |         |        |         |        |         |         |       |       | 7    | 95     |
| 2019  | Toro Rosso   | Toro Rosso STR14 | Honda RA619H V6     |         |         |         |         |         |         |        |         |         |         |         |         | BEL 9   | ITA 11  | SIN 8  | RUS 14  | JPN 7   | MEX 9  | VST 16† | BRA 2  | ABU 18  |         |       |       | 7    | 95     |
| 2020  | AlphaTauri   | AlphaTauri AT01  | Honda RA620H V6     | OOS 7   | STI 15  | HON DNF | GBR 7   | 70J 11  | SPA 9   | BEL 8  | ITA 1   | TOS DNF | RUS 10  | EIF 6   | POR 5   | EMI DNF | TUR 13  | BAH 6  | SAK 11  | ABU 8   |        |         |        |         |         |       |       | 10   | 75     |
| 2021  | AlphaTauri   | AlphaTauri AT02  | Honda RA621H V6     | BAH 17† | EMI 7   | POR 10  | SPA 10  | MON 6   | AZE 3   | FRA 7  | STI DNF | OOS 9   | GBR 11  | HON 5S  | BEL 6 ‡ | NED 4   | ITA DNF | RUS 13 | TUR 6   | VST DNF | MXS 4  | SAP 7   | QAT 11 | SAR 6   | ABU 5   |       |       | 9    | 110    |
| 2022  | AlphaTauri   | AlphaTauri AT03  | Red Bull RBPTH001   | BHR DNF | SAR 8   | AUS 9   | EMI 12  | MIA DNF | SPA 13  | MON 11 | AZE 5   | CAN 14  | GBR DNF | OOS 15  | FRA 12  | HON 12  | BEL 9   | NED 11 | ITA 8   | SIN 10  | JPN 18 | VST 14  | MXS 11 | SAP 14  | ABU 14  |       |       | 14   | 23     |
| 2023  | Alpine       | Alpine A523      | Renault E-Tech RE23 | BHR 9   | SAR 9   | AUS 13† | AZE 14  | MIA 8   | MON 7   | SPA 10 | CAN 12  | OOS 10  | GBR 18† | HON DNF | BEL 311 | NED 3   | ITA 15  | SIN 6  | JPN 10  | QAT 12  | VST 76 | MXS 11  | SAP 7  | LSV 11  | ABU 13  |       |       | 11   | 62     |
| 2024  | Alpine       | Alpine A524      | Renault E-Tech RE24 | BHR 18  | SAR DNF | AUS 13  | JPN 16  | CHN 13  | MIA 12  | EMI 16 | MON 10  | CAN 9   | SPA 9   | OOS 10  | GBR DNS | HON DNF | BEL 13  | NED 9  | ITA 15  | AZE 12  | SIN 17 | VST 12  | MXS 10 | SAP 73  | LSV DNF | QAT 5 | ABU 7 | 10   | 42     |
| 2025* | Alpine       | Alpine A525      | Renault E-Tech RE25 | AUS 11  | CHN DSQ | JPN 13  | BHR 7   | SAR DNF | MIA 813 | EMI 13 | MON DNF | SPA 8   | CAN 15  | OOS 13  | GBR 6   | BEL 10  | HON 17  | NED 0  | ITA 0   | AZE 0   | SIN 0  | VST 0   | MXS 0  | SAP 0   | LSV 0   | QAT 0 | ABU 0 | 12*  | 20*    |
| Jaar  | Inschrijving | Chassis          | Motor               | 1       | 2       | 3       | 4       | 5       | 6       | 7      | 8       | 9       | 10      | 11      | 12      | 13      | 14      | 15     | 16      | 17      | 18     | 19      | 20     | 21      | 22      | 23    | 24    | Pos. | Punten |

- † Uitgevallen maar wel geklasseerd omdat er meer dan 90% van de race-afstand werd afgelegd.
- ‡ Halve punten werden toegekend tijdens de GP van België 2021 omdat er minder dan 75% van de wedstrijd was afgelegd door hevige regenval.
- * Seizoen loopt nog.

### Overwinning
| Nr. | Grand Prix                 | Team       |
| --- | -------------------------- | ---------- |
| 1   | Grand Prix van Italië 2020 | AlphaTauri |